# Elecciones municipales de Sudáfrica de 2000
Las elecciones municipales de Sudáfrica de 2000 se realizaron el martes 5 de diciembre del mencionado año, siendo las primeras elecciones celebradas bajo la nueva constitución, que introdujo el sistema municipal actual del país, y las segundas elecciones municipales del país desde el fin del apartheid. El Congreso Nacional Africano (ANC) obtuvo una amplia victoria con más del 60 % de los votos y 5098 de los 8951 concejales a elegir. En segundo lugar quedó Alianza Democrática (DA), una coalición tripartita compuesta por el Partido Demócrata, el Nuevo Partido Nacional y la Alianza Federal, y liderada por el presidente del DP, Tony Leon, que obtuvo casi el 20 % de los votos y 1484 escaños en los Concejos Locales. Aunque el NPN y la FA se saldrían de la coalición poco tiempo después, el Partido Demócrata se renombraría efectivamente como Alianza Democrática se convertiría en el principal partido de la oposición de Sudáfrica. El Partido de la Libertad Inkatha (IFP) también mejoró ligeramente sus resultados de 1995. La participación fue la más baja hasta el momento en una elección sudafricana, con solo el 48.07 % de los votantes registrados emitiendo sufragio, aunque solo decreció ligeramente con respecto a los anteriores comicios.